# Jhené Aiko

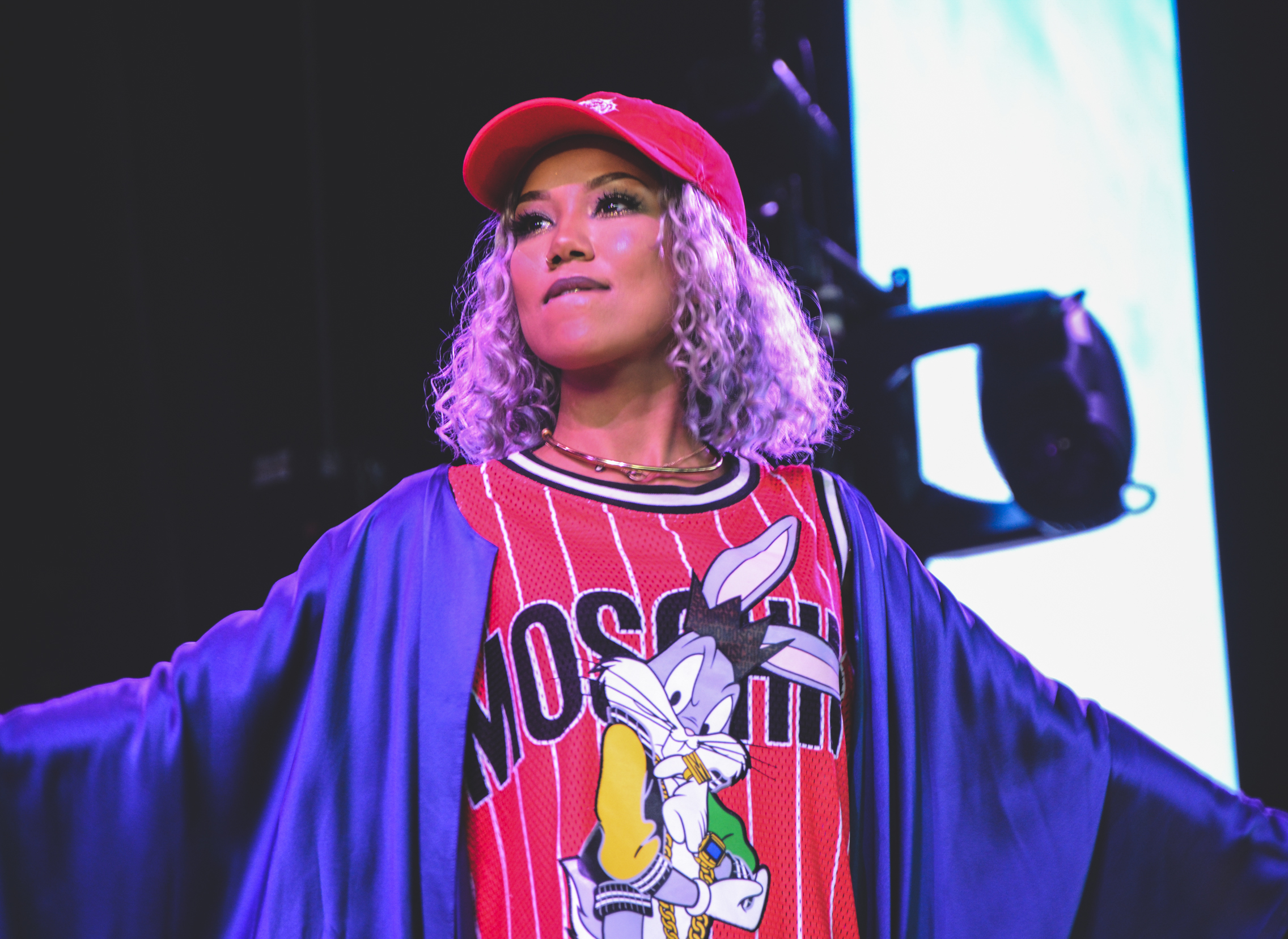
Występ w Kanadzie (2016)

Jhené Aiko, właśc. Jhené Aiko Efuru Chilombo (ur. 16 marca 1988 w Los Angeles) – amerykańska piosenkarka i autorka tekstów.

## Życiorys
Jhené Aiko urodziła się w Los Angeles i dorastała w Ladera Heights w Kalifornii. Była nauczana w domu. Brała lekcje śpiewu w Culver City, ale przerwała naukę, gdy zaszła w nieplanowaną ciążę. Jej rodzicami są Christina Yamamoto i dr Karamo Chilombo (ur. jako Gregory Wycliff Barnes), pediatra. Aiko ma dwie starsze siostry, Miyoko i Jamilę; druga z nich, o pseudonimie Mila J, jest piosenkarką R&B. Miała także brata Miyagiego, który zmarł z powodu nowotworu 19 lipca 2012.

## Życie prywatne
Gdy miała 16 lat, została ochrzczona w Międzynarodowym Kościele Poczwórnej Ewangelii o charakterze zielonoświątkowym. Spotykała się z amerykańskim piosenkarzem R&B O’Ryanem w latach 2005–2008. Razem z nim ma córkę, Namiko Love, którą urodziła w wieku 20 lat 19 listopada 2008.
27 sierpnia 2013 Aiko wraz ze swoją córką, siostrą Miyoko i O’Ryanem miała wypadek samochodowy w Los Angeles. Piosenkarka złamała nadgarstek, miała też skruszony ząb i zszywany podbródek. Jej córka wyszła z wypadku bez żadnych obrażeń.
We wrześniu 2014 artystka ujawniła swój związek z producentem muzycznym z Nowego Jorku, Oladipo „Dot da Genius” Omishore’em, który wyprodukował single „Limbo Limbo Limbo” i „Wading” z jej debiutanckiego albumu Souled Out. 16 marca 2016 para ogłosiła swój ślub. Jednakże 9 sierpnia tego samego roku piosenkarka wniosła pozew o rozwód, jako przyczynę podając różnice nie do pogodzenia.
W 2016 roku PETA przyznała artystce tytuł „Sexiest Vegetarian Celebrity”. Aiko pozowała nago w kampanii tej organizacji przeciwko zabijaniu zwierząt na futra.

## Dyskografia

### Albumy studyjne
- Souled Out (2014)
- Trip (2017)

### Mixtape’y
- Sailing Soul(s) (2011)

### Minialbumy
- Sail Out (2013)

### Albumy kolaboracyjne
- Twenty88 (z Big Seanem) (2016)

### Single jako główna artystka
- „No L.O.V.E” (2002)
- „3:16AM” (2012)
- „Bed Peace” gościnnie: Childish Gambino (2013)
- „The Worst” (2014)
- „To Love & Die” gościnnie: Cocaine 80s (2014)
- „The Pressure” (2014)
- „Wading” (2014)
- „Spotless Mind” (2015)
- „Sorry to Interrupt” gościnnie: Jessie J & Rixton (2015)
- „Maniac” (2016)
- „First Fuck ” gościnnie: 6lack (2017)
- „ While We're Young” (2017)
- „ Hello Ego” gościnnie: Chris Brown (2017)
- „Sativa” gościnnie: Rae Sremmurd lub Swae Lee (2018)
- „Never Call Me” gościnnie: Kurupt lub YG (2018)
- „Triggered (Freestyle)” (2019)
- „None of Your Concern” gościnnie: Big Sean (2019)

## Trasy koncertowe

### Autorskie
- Enter The Void Tour (2014)
- Trip (The Tour) (2017–2018)

### Jako piosenkarka wspomagająca
- Forest Hills Drive Tour (2014–2015)
- Would You Like a Tour? (2013–2014)
- King of the Fall Tour (2014)
- The High Road Summer Tour (2016)
- LA to the Moon Tour (2018)
- On the Run II Tour (2018)